# Le Temps des médias
Le Temps des médias. Revue d'histoire (TDM) est l'une des revues d'histoire et de sciences de l'information et de la communication publiée par la Société pour l'histoire des médias, en collaboration avec le groupe « Temps, médias, sociétés » (IEP Paris).
Cette revue semestrielle propose un dossier thématique d'une quinzaine articles ainsi que des comptes rendus.  
Elle réunit des historiens spécialistes de l'histoire des médias (presse, radio, télévision, photographie, cinéma, internet..) et fait appel à des chercheurs d'autres disciplines. 
L'équipe de publication est composée d'un bureau (Christian Delporte, direction scientifique; Anne-Claude Ambroise-Rendu & Isabelle Veyrat-Masson, rédaction en chef), et d'un comité scientifique.

## Liste des numéros publiés depuis 2003
1. Interdits. Tabous, transgressions, censures - 2003[1]
2. Publicité, quelle histoire ? - 2004
3. Public, cher inconnu - 2004
4. Dire et montrer la guerre, autrement - 2005
5. Shoah et génocides. Médias, mémoire, histoire - 2005
6. L'argent des médias - 2006
7. Campagnes politiques, tribunes médiatiques - 2006
8. Le tour du monde. Médias et voyages - 2007
9. La fabrique des sports - 2007
10. Peopolisation et politique - 2008
11. Espaces européens et transferts culturels - 2008
12. La cause des femmes - 2009[2]
13. Télévision : la quête de l'indépendance - 2009
14. Fiction - 2010
15. Justice(s) - 2010
16. Espionnage - 2011
17. Communiquer le sacré - 2011
18. Histoire de l’Internet, l’Internet dans l’histoire - 2012
19. Amour toujours... - 2012
20. Nouvelles du monde - 2013
21. Oyez jeunesse ! - 2013
22. Les mondes de la musique - 2014
23. Santé à la une - 2014
24. À table ! - 2015
25. De la nature à l’écologie - 2015
26. Afrique(s), entre histoire et mémoire(s) - 2016
27. L'Âge d'or - 2016
28. C'est l’histoire d'un Arabe... - 2017
29. Féminismes - 2017
30. La fausse information de la Gazette à Twitter - 2018
31. Le temps long des réseaux sociaux numériques - 2018
32. L’attentat, du tyrannicide au terrorisme - 2019[3]
33. Solidarités ! - 2019
34. Travailleurs, travailleuses ! - 2020
35. Luttes sociales - 2020
36. Masculinités médiatiques - 2021
37. Fiction historique anglo-américaine - 2021
38. Ego et Narcisse - 2021
39. Stocker - 2022
40. L’animal médiatique - 2023

La revue est disponible sur le site cairn.info.